# 구어
구어(口語, colloquialism) 또는 구어체는 주로 음성 언어에서 이루어지는 일상적이고 비공식적인 어체를 일컫는다.
넓은 의미로는 입에서 나오는 말을 의미하나, 보통 구어라 하면 일상 대화에서 쓰는 비격식체로서 문장에서 쓰는 격식 어체인 문어에 대응되는 개념을 가리킨다. 대화를 비롯해서 사적 독백, 강연, 강의, 연설, 토론, 회의에서는 구어체 말뭉치를 보통 쓰는 반면에, 신문, 잡지, 소설이나 학술적인 글들에서는 문어체 말뭉치를 쓴다.

## 구분
- 격식적 구어: 회의, 토론, 강의, 방송
- 비격식적 구어: 가족 사이나 친구 사이에 대화, 소설이나 희곡에서 대화[2]

## 같이 보기
- 문어
- 입력어
- 말뭉치언어학
- 은어
- 속어